# Nicole Mackintosh
Nicole Mackintosh is een Surinaams gospelzangeres en liedschrijver. Ze maakte haar debuut in 2017 en bereikte in 2019 de finale van SuriPop met het lied Ete wan lesi.

## Biografie
Nicole Mackintosh is rond 1995/1996 geboren en hield als kind een dagboek bij met liederen en gedichten. Ze zingt en schrijft in het gospelgenre. Tijdens het opschrijven van de tekst ontstaat bij haar ook een melodie in haar hoofd.
Sinds ze in 2017 haar debuut maakte met Alle eer, heeft ze solo en samen met anderen liederen uitgebracht, waaronder Wan lobi (met pianist-arrangeur Sonny Khoeblal) en Adjen (geschreven door Eros Banket). Met Rafick Bottse bracht ze een cover uit van Aku cinta padamu, in 1996 het winnende SuriPop-nummer, geschreven door Siegfried Gerling.
Ze werkte mee aan het promotielied van de verkiezingen van 2020 en het lied ter ondersteuning van de bewustwordingscampagne voor COVID-19.
Voor SuriPop XXI bereikte ze met haar lied Ete wan lesi de finale. Het festival werd afgelast vanwege de corona-uitbraak. Toen SuriPop XXI in 2022 doorging, won ze de derde prijs met het lied.